# Henrik Klingenberg
Henrik "Henkka" Klingenberg (* 21. října 1978, Mariehamn) je klávesista finské power metalové kapely Sonata Arctica, ke které se připojil v roce 2002. Zároveň hraje na klávesy i v kapele Silent Voices. Momentálně žije v Kemi v Finsku.

## Biografie

### Sonata Arctica
Ke kapele se připojil ke konci roku 2002 poté, co prošel jak hudebním, tak osobním testem. Členové Sonaty Arcticy ho vybraly poté, co se s ním opily v baru, jelikož chtěli vědět, jestli Henrik do kapely zapadne i společensky. První album, na kterém se podílel bylo EP Takatalvi vydané v roce 2003.

### Klingenberg Syndrome
V lednu 2012 vydal své první sólové album pod názvem ...And the Weird Turned Pro. Na albu se podíleli jeho spoluhráči z kapely baskytarista Elias Viljanen a kytarista Pasi Kauppinen. Na bicí hrál Jari Huttunen.

### Ostatní
Henrik působí od roku 1995 také v kapele Silent Voices, se kterou vydal čtyři studiová alba a jedno EP. Je také členem thrash/groove metalové kapely Mental Care Foundation, ve které zpívá pod pseudonymem Lance Lawrence Thruster. V roce 2009 se podílel jako klávesák na třetím sólovém albu kytaristy Eliase Viljanena.

## Diskografie

### Sonata Arctica
- Takatalvi (EP; 2003)
- Don't Say a Word (EP; 2004)
- Reckoning Night (2004)
- The End of This Chapter (kompilační album; 2005)
- For the Sake of Revenge (koncertní album; 2006)
- The Collection (kompilační album; 2006)
- Unia (2007)
- The Days of Grays (2009)
- Live in Finland (koncertní album; 2011)
- Stones Grow Her Name (2012)
- Pariah's Child (2014)

### Silent Voices
- Memory and the Frame (EP; 1999)
- Chapters of Tragedy (2002)
- Infernal (2004)
- Building Up the Apathy (2006)
- Reveal the Change (2013)

### Klingenberg Syndrome
- ...And the Weird Turned Pro (2012)

### Mental Care Foundation
- Alcohol Anthems (2005)
- Hair of the Dog (2006)